# Kastanjebukig kejsarduva
Kastanjebukig kejsarduva (Ducula brenchleyi) är en fågel i familjen duvor inom ordningen duvfåglar.

## Utseende och läte
Kastanjebukig kejsarduva är en stor (38 cm) och slank kejsarduva med mörk fjäderdräkt. Ovansidan är mörkgrå övergående i ljusgrått på huvudet. Undersidan är mörkt vinröd, mot buken och undre stjärttäckarna kastanjebrun. I flykten syns grått under vingarna som tydligt kontrasterar mot kastanjebruna undre vingtäckare. Lätet är ett djupt och mjukt utdraget "coo" som stiger i tonhöjd och sedan faller, "ooloooo".

## Utbredning och status
Fågeln är endemisk för östra Salomonöarna och förekommer på Guadalcanal, Malaita och Makira. IUCN kategoriserar arten som nära hotad.

## Namn
Fågelns vetenskapliga artnamn hedrar en Julius Lucius Brenchley (1816–1873), en engelsk resenär i Melanesien som samlade in typexemplaret.